# UFC Live: Cruz vs. Johnson
UFC Live: Cruz vs. Johnson ou UFC On Versus 6 foi um evento de artes marciais mistas promovido pelo Ultimate Fight Championship no dia 1 de outubro de 2011, no Verizon Center, em Washington DC.

## Bastidores
Fábio Maldonado iria enfrentar Aaron Rosa em uma luta válida pelos meio-pesados, mais foi tirado do card por causa de uma lesão sofrida durante os treinos.Uma substituição foi cogitada mais de acordo com o Site oficial do UFC a luta foi retirada do card.
Jeff Hougland iria enfrentar Mike Easton pela divisão dos pesos galo, mas se machucou e foi substituído pelo estreante Byron Bloodworth. Bloodworth falhou em bater o limite de peso da categoria, isso fez com que a luta fosse mudada pra Catchweight (Peso Combinado), com Bloodworth sendo punido pela infração.
Com a FOX Sports assumindo os direitos de transmissão do UFC a partir de 2012, este evento foi o ultimo do tipo On Versus

## Resultados
Nota 1 Pelo Cinturão Peso-Galo do UFC.

## Bônus da Noite
Todos os lutadores ganharam um bônus de 65.000 dólares. 
- Luta da Noite:  Matt Wiman vs.  Mac Danzig
- Nocaute da Noite:  Anthony Johnson
- Finalização da Noite:  Stefan Struve